# Sir Was
Joel Wästberg, känd under artistnamnet sir Was, är en svensk musiker. 
Wästberg är uppvuxen i västra Sverige och bor numera i Göteborg. Han har en bakgrund som jazzmusiker och saxofonist, men kan beskrivas som multiinstrumentalist. Influenser hos Wästberg är jazz och afrikansk musik.  Han har tidigare medverkat på skivor med bland andra Klabbes bank och Anna Ternheim, samt spelat med José González. 2017 släpptes musikalbumet Digging a tunnel och i samband med detta turnerade han i Europa.

## Diskografi

### Album
- 2017 – Digging A Tunnel

### EP
- 2017 – Says Hi

### Singlar
- 2017 – A Minor Life
- 2017 – Revoke
- 2017 – In the Midst